# 1986 100 legnagyobb slágere
Ez a lista a Billboard első Hot 100 zenéjét tartalmazza 1986-ből.
| Helyezés | Szám                                           | Előadó                                                                          |
| -------- | ---------------------------------------------- | ------------------------------------------------------------------------------- |
| 1        | That's What Friends Are For                    | Dionne and Friends (Dionne Warwick, Gladys Knight, Elton John és Stevie Wonder) |
| 2        | Say You, Say Me                                | Lionel Richie                                                                   |
| 3        | I Miss You                                     | Klymaxx                                                                         |
| 4        | On My Own                                      | Patti LaBelle és Michael McDonald                                               |
| 5        | Broken Wings                                   | Mr. Mister                                                                      |
| 6        | How Will I Know                                | Whitney Houston                                                                 |
| 7        | Party All the Time                             | Eddie Murphy                                                                    |
| 8        | Burning Heart                                  | Survivor                                                                        |
| 9        | Kyrie                                          | Mr. Mister                                                                      |
| 10       | Addicted to Love                               | Robert Palmer                                                                   |
| 11       | Greatest Love of All                           | Whitney Houston                                                                 |
| 12       | Secret Lovers                                  | Atlantic Starr                                                                  |
| 13       | Friends and Lovers                             | Gloria Loring és Carl Anderson                                                  |
| 14       | Glory of Love                                  | Peter Cetera                                                                    |
| 15       | West End Girls                                 | Pet Shop Boys                                                                   |
| 16       | There'll Be Sad Songs (To Make You Cry)        | Billy Ocean                                                                     |
| 17       | Alive and Kicking                              | Simple Minds                                                                    |
| 18       | Never                                          | Heart                                                                           |
| 19       | Kiss                                           | Prince és The Revolution                                                        |
| 20       | Higher Love                                    | Steve Winwood                                                                   |
| 21       | Stuck with You                                 | Huey Lewis and the News                                                         |
| 22       | Holding Back the Years                         | Simply Red                                                                      |
| 23       | Sledgehammer                                   | Peter Gabriel                                                                   |
| 24       | Sara                                           | Starship                                                                        |
| 25       | Human                                          | The Human League                                                                |
| 26       | I Can't Wait                                   | Nu Shooz                                                                        |
| 27       | Take My Breath Away                            | Berlin                                                                          |
| 28       | Rock Me Amadeus                                | Falco                                                                           |
| 29       | Papa Don’t Preach                              | Madonna                                                                         |
| 30       | You Give Love a Bad Name                       | Bon Jovi                                                                        |
| 31       | When the Going Gets Tough, the Tough Get Going | Billy Ocean                                                                     |
| 32       | When I Think of You                            | Janet Jackson                                                                   |
| 33       | These Dreams                                   | Heart                                                                           |
| 34       | Don't Forget Me (When I'm Gone)                | Glass Tiger                                                                     |
| 35       | Live to Tell                                   | Madonna                                                                         |
| 36       | Mad About You                                  | Belinda Carlisle                                                                |
| 37       | Something About You                            | Level 42                                                                        |
| 38       | Venus                                          | Bananarama                                                                      |
| 39       | Dancing on the Ceiling                         | Lionel Richie                                                                   |
| 40       | Conga                                          | Miami Sound Machine                                                             |
| 41       | True Colors                                    | Cyndi Lauper                                                                    |
| 42       | Danger Zone                                    | Kenny Loggins                                                                   |
| 43       | What Have You Done for Me Lately               | Janet Jackson                                                                   |
| 44       | No One Is to Blame                             | Howard Jones                                                                    |
| 45       | Let's Go All the Way                           | Sly Fox                                                                         |
| 46       | I Didn't Mean to Turn You On                   | Robert Palmer                                                                   |
| 47       | Words Get in the Way                           | Miami Sound Machine                                                             |
| 48       | Manic Monday                                   | The Bangles                                                                     |
| 49       | Walk of Life                                   | Dire Straits                                                                    |
| 50       | Amanda                                         | Boston                                                                          |
| 51       | Two of Hearts                                  | Stacey Q                                                                        |
| 52       | Crush on You                                   | The Jets                                                                        |
| 53       | If You Leave                                   | Orchestral Manoeuvres in the Dark                                               |
| 54       | Invisible Touch                                | Genesis                                                                         |
| 55       | The Sweetest Taboo                             | Sade                                                                            |
| 56       | What You Need                                  | INXS                                                                            |
| 57       | Talk to Me                                     | Stevie Nicks                                                                    |
| 58       | Nasty                                          | Janet Jackson                                                                   |
| 59       | Take Me Home Tonight                           | Eddie Money                                                                     |
| 60       | We Don't Have to Take Our Clothes Off          | Jermaine Stewart                                                                |
| 61       | All Cried Out                                  | Lisa Lisa and Cult Jam                                                          |
| 62       | Your Love                                      | The Outfield                                                                    |
| 63       | I'm Your Man                                   | Wham!                                                                           |
| 64       | Perfect Way                                    | Scritti Politti                                                                 |
| 65       | Living in America                              | James Brown (zenész)                                                            |
| 66       | R.O.C.K. in the U.S.A.                         | John Cougar Mellencamp                                                          |
| 67       | Who's Johnny                                   | El DeBarge                                                                      |
| 68       | Word Up!                                       | Cameo                                                                           |
| 69       | Why Can't This Be Love                         | Van Halen                                                                       |
| 70       | Silent Running (On Dangerous Ground)           | Mike + The Mechanics                                                            |
| 71       | Typical Male                                   | Tina Turner                                                                     |
| 72       | Small Town                                     | John Cougar Mellencamp                                                          |
| 73       | Tarzan Boy                                     | Baltimora                                                                       |
| 74       | All I Need Is a Miracle                        | Mike + The Mechanics                                                            |
| 75       | Sweet Freedom                                  | Michael McDonald                                                                |
| 76       | True Blue                                      | Madonna                                                                         |
| 77       | Rumors                                         | Timex Social Club                                                               |
| 78       | Life in a Northern Town                        | Dream Academy                                                                   |
| 79       | Bad Boy                                        | Miami Sound Machine                                                             |
| 80       | Sleeping Bag                                   | ZZ Top                                                                          |
| 81       | Tonight She Comes (dal)                        | The Cars                                                                        |
| 82       | Love Touch                                     | Rod Stewart                                                                     |
| 83       | A Love Bizarre                                 | Sheila E.                                                                       |
| 84       | Throwing It All Away                           | Genesis                                                                         |
| 85       | Baby Love                                      | Regina                                                                          |
| 86       | Election Day                                   | Arcadia                                                                         |
| 87       | Nikita                                         | Elton John                                                                      |
| 88       | Take Me Home                                   | Phil Collins                                                                    |
| 89       | Walk This Way                                  | Run–D.M.C. featuring Aerosmith                                                  |
| 90       | Sweet Love                                     | Anita Baker                                                                     |
| 91       | Your Wildest Dreams                            | The Moody Blues                                                                 |
| 92       | Spies Like Us                                  | Paul McCartney                                                                  |
| 93       | Object of My Desire                            | Starpoint                                                                       |
| 94       | Dreamtime                                      | Daryl Hall                                                                      |
| 95       | Tender Love                                    | Force MDs                                                                       |
| 96       | King for a Day                                 | Thompson Twins                                                                  |
| 97       | Love Will Conquer All                          | Lionel Richie                                                                   |
| 98       | A Different Corner                             | George Michael                                                                  |
| 99       | I'll Be Over You                               | Toto                                                                            |
| 100      | Go Home                                        | Stevie Wonder                                                                   |

## Fordítás
- Ez a szócikk részben vagy egészben  a   Billboard Year-End Hot 100 singles of 1986 című angol Wikipédia-szócikk ezen változatának fordításán alapul.  Az eredeti cikk szerkesztőit annak laptörténete sorolja fel. Ez a jelzés csupán a megfogalmazás eredetét és a szerzői jogokat jelzi, nem szolgál a cikkben szereplő információk forrásmegjelöléseként.